# Robert Hunter (låtskrivare)
Robert Hunter, född 23 juni 1941 i Arroyo Grande i Kalifornien, död 23 september 2019 i San Rafael i Kalifornien, var en amerikansk låtskrivare, poet och musiker.
Hunter var mest känd för att ha skrivit texterna till flera av Grateful Deads kändaste låtar. Jerry Garcia skrev sedan musik till texterna. Hunter har även samarbetat med Bob Dylan vid flera tillfällen, först på Down in the Groove 1988, och sedan på Together Through Life (2009) där han samskrev alla albumets låtar med Dylan. Han samskrev även ett av spåren på albumet Tempest 2012. Hunter har även skrivit låtar för gruppen New Riders of the Purple Sage. Han har sedan 1974 även släppt soloalbum.
Han var invald i Rock and Roll Hall of Fame, som medlem i Grateful Dead.